# Gymnosoma nudifrons
Gymnosoma nudifrons là một loài ruồi trong họ Tachinidae.

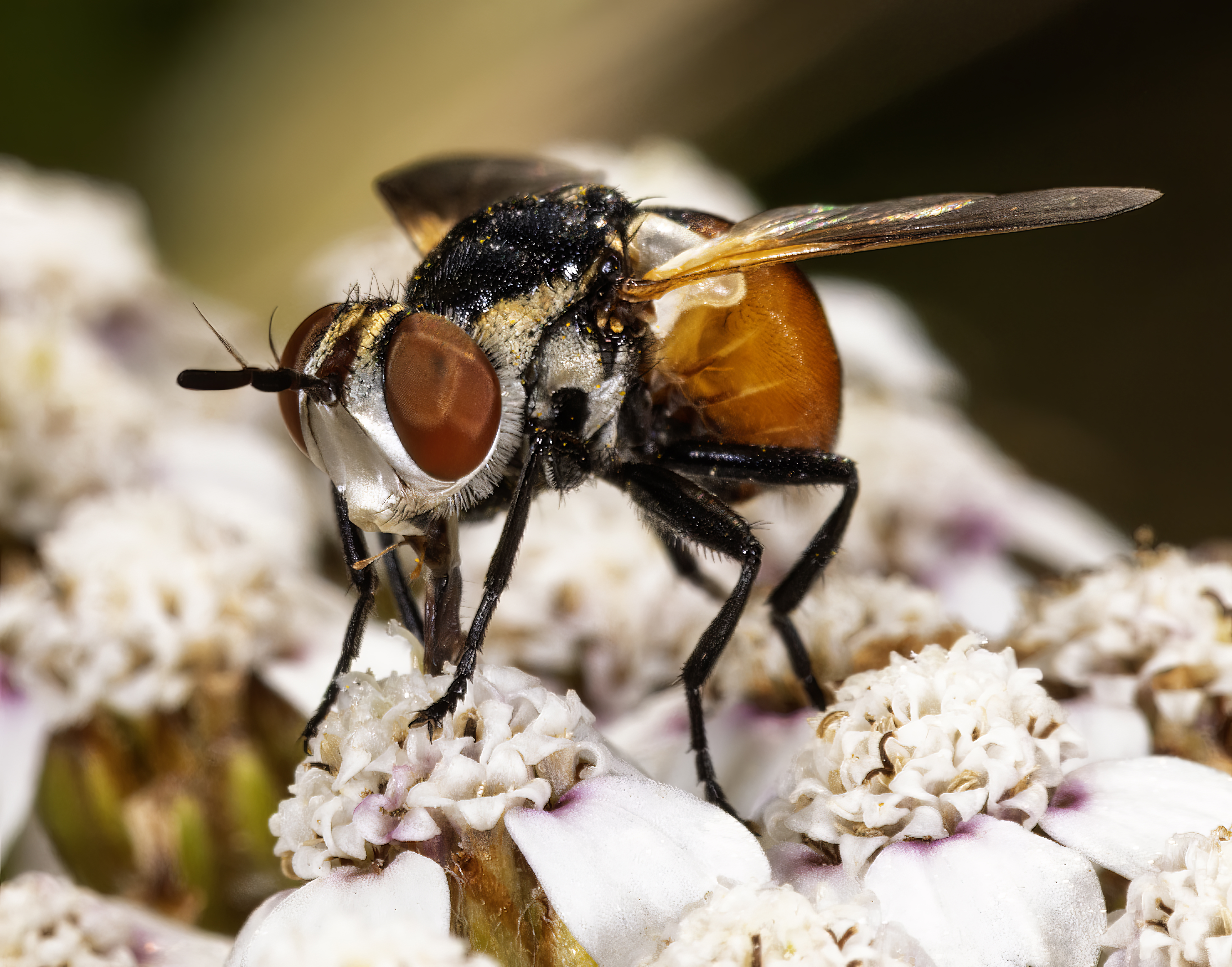
Gymnosoma nudifrons ♀
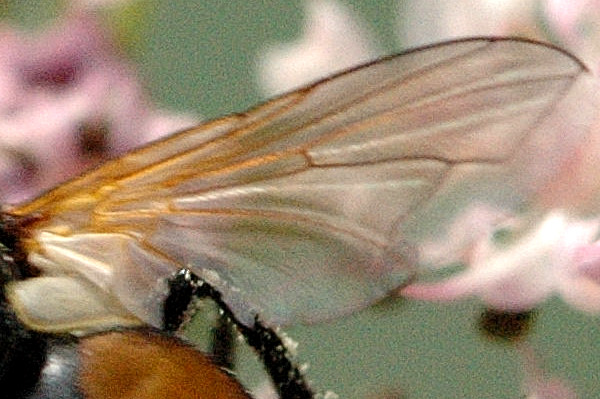